# Монье, Леон
Леон Антуан Монье (фр. Léon Antoine Monnier; 6 января 1883, Париж — 26 августа 1969, Моранвилье) — французский легкоатлет, выступавший в прыжках в высоту. Участник летних Олимпийских игр 1900 года.

## Биография
Леон Монье родился 6 января 1883 года в Париже.
Выступал в легкоатлетических соревнованиях за «Монруж».
Пять раз подряд выигрывал чемпионат Франции в прыжках в длину в 1900—1904 годах. Дважды становился рекордсменом страны, прыгнув на 1,76 метра в 1903 году и на 1,77 метра в 1904 году.
В 1900 году вошёл в состав сборной Франции на летних Олимпийских играх в Париже. В прыжках в высоту занял 7-е место, показав результат 1,60 метра и уступив 30 сантиметров завоевавшему золото Ирву Бакстеру из США.
Умер 26 августа 1969 года во французском городе Моренвилье.

## Личный рекорд
- Прыжки в высоту — 1,77 (1904)